# 永遠のレディードール 〜Voyage Voyage〜
「永遠のレディードール 〜Voyage Voyage〜」（えいえんのレディードール ヴォワイヤージュ・ヴォワイヤージュ）は、Winkの17枚目のシングル。1993年2月17日、ポリスターより発売。

## 解説
表題曲は、フランスの女性歌手・デザイアレスが1986年にリリースした楽曲 "Voyage, Voyage" のカバー。Winkの楽曲として、日本語詞を及川眠子、編曲を船山基紀が担当した。『ザテレビジョン』では、「この曲は'90年7/4に発表された「夜にはぐれて 〜Where Were You Last Night〜」以来久々のカバー曲で、」「これまで多くのカバーを歌ってきたWINKだが、フレンチ・ポップスは初挑戦。サビの部分のファルセットが神秘的な印象を感じさせてくれる。」として紹介されている。
振付は五十嵐薫子（のちの香瑠鼓）が担当。
ミュージック・ビデオは全篇、モノクロで制作された。
カップリング曲は「Alone Again」。ウィンダムヒルのアーティストたちが作成した "Nothing Means More to Me than You" に芹沢類の日本語詞と門倉聡の編曲を施したものである。原題中の「than」が本シングルCDの裏ジャケットなどで「that」となっており、意味不明な英文になっているが、JASRACには「than」のものも「that」のものもいずれも正題として登録されている。
「永遠のレディードール」には1989年5月21日にレコーディングされた音源によるマスターテープが存在しているが、同年7月5日にシングルとして発売された「淋しい熱帯魚」とともに収録されている通り、そのレコーディングの時点では本楽曲と「淋しい熱帯魚」のいずれをシングル曲としてリリースするか決定していなかった。このマスターテープにおける当楽曲の秒数は、1993年にシングル化されたものにおける4分58秒とは異なっており、4分34秒である。
1993年2月17日に発売後、オリコンチャートの週間ランキングでは、3月1日付の初登場19位を最高位とし、その後、同月22日付の66位まで、100位以内には4週連続ランクインしている。1993年度における同チャートの年間ランキングでは6.936万枚の売上で289位であった。Wink最盛期の楽曲の一つである先述の「淋しい熱帯魚」は、このチャートの1989年度における年間ランキングにおいて54.873万枚の売上により7位となっており、それと比較すると約8分の1の売上にとどまっている。
この曲のリリースは当初、アルバム曲としてなされる予定であったが、Winkの2人の強い要望でシングル化された経緯がある。本シングル発売から間もない時期にWinkのメンバー・鈴木早智子が「3年間すごく温めてた曲」と語ったように、Winkの思い入れが強い楽曲であったものの、先述の通り売上は振るわなかった。これについて同メンバーの相田翔子は、「みんなが求めているものと、だんだんズレが出てきました。私たちはアーティスティックに、大人っぽい曲を歌いたくなるんですけど、支えてくださるファンの方はライブで踊れる曲やポップな曲が良かったり。」と後に語っている。
同曲が初めてのレコーディングから3年半以上もあとになってリリースされた理由については、表題曲と「淋しい熱帯魚」の作詞者である及川眠子は、「メロディも歌詞も大人っぽいから、ふたりが大人になったこのタイミングまで置いてたんじゃないですかね」と推測している。

## 収録曲
1. 永遠のレディードール 〜Voyage Voyage〜
  - 作詞：Jean-Michel Rivat（フランス語版）、日本語詞：及川眠子、作曲：Dominique Dubois, Jean-Michel Rivat、編曲：船山基紀
2. Alone Again
  - 作詞・作曲：Jamey Jaz, Ren Toppano, Viqui Denman、日本語詞：芹沢類、編曲：門倉聡

## 収録アルバム
- 永遠のレディードール 〜Voyage Voyage〜
  - Αφροδιτη
  - Reminiscence
  - WINK MEMORIES 1988-1996

- Alone Again
  - Back to front

## テレビ番組における歌唱
※ 放送日は首都圏のもの。地方の系列局の放送日は異なる場合がある。
- 永遠のレディードール 〜Voyage Voyage〜

| 放送日 (曜日)               | 番組名                         | 放送局     | 備考                                                |
| --------------------------- | ------------------------------ | ---------- | --------------------------------------------------- |
| 1993.02.14 (日)[注 4][注 5] | 歌謡びんびんハウス[注 4][注 5] | テレビ朝日 | Winkは同番組の次回2月21日(日)放送分にも出演[注 6]。 |
| 1993.02.19 (金) 深夜[注 7]  | 今夜も歌はナイト![注 7]        | 日本テレビ |                                                     |
| 1993.02.21 (日)[注 8]       | スーパーJOCKEY[注 8]           | 日本テレビ |                                                     |
| 1993.03.12 (金)[12]         | ミュージックステーション[12]   | テレビ朝日 |                                                     |
| 1993.04.04 (日)[注 9]       | 日曜はピアノ気分[注 9]         | 読売テレビ | Winkは同番組で「ふりむかないで」も歌唱。            |
- 衣装は全てPVのものと同じ